# Lamont (Kalifornia)
Lamont statisztikai település az USA Kalifornia államában, Kern megyében. Lakosainak száma 14 049 fő (2020. április 1.).

## Története
Lamontot 1923-ban alapították. Az 1930-as években nagyszámú mezőgazdasági munkás vándorolt keletről a településre a nagy gazdasági világválság miatt. Az első postahivatal 1947-ben nyílt meg.

## Népesség
A település népességének változása:

| 2010 | 15 120 |
| 2020 | 14 049 |